# 救救戰火中兒童音樂會
救救戰火中兒童音樂會是香港歌手黎明的個人音樂會，由西九龍中心主辦及贊助，音樂會於1996年7月6日在香港維多利亞公園足球場舉行，只演1場。

## 背景
《救救戰火中兒童音樂會》是聯合國兒童基金會的籌款活動，善款用於幫助盧旺達兒童。1996年6月9日，黎明以聯合國兒童基金會國際青年特使身分，由香港出發前往盧旺達，他先後探訪了當地的心理康復輔導中心、監獄、學校，以及被大屠殺的地點梅納比及坦桑尼亞的昂加拉難民營等，了解當地居民的情況，並配合「救救戰火中兒童」的口號，將世界和平的訊息帶到東南亞。

## 製作
《救救戰火中兒童音樂會》由衛世輝監製，陳慧琳、李蕙敏等歌手擔任嘉賓，主辦單位必須依照警方的指示去做，才獲批准演出。演出地點位於維多利亞公園的足球場，該處是戶外場地，可容納萬多名觀眾，主辦單位按指示在會場添置萬多張椅子，不設企位，並於場地四周加上圍板，以免外邊的市民圍觀而引起混亂。音樂會的製作開支以節儉為原則，製作費約港幣二百萬元，黎明的服裝費由他自行支付，保安工作方面由警務處港島總區副指揮官負責，警方要求警衛人數與觀眾人數的比率約一對二十，主辦單位安排了三百多名警衛及保鑣到場維持秩序，而警方亦派員巡視。音樂會在晚上7時20分開始，黎明根據警方要求在觀眾全部入場安坐後才出現，並在音樂會結束後立即離開，避免引起混亂情況，除了演唱歌曲外，黎明亦在音樂會中與觀眾分享他探訪盧旺達的心理康復中心、孤兒院及難民營的片段。

## 反響
傳媒指有萬多名觀眾出席音樂會，現場觀眾反應熱烈，此外有二十名觀眾為了看免費的演出，站在一個高台上觀看球場的大銀幕，令高台不勝負荷，在音樂會接近尾聲時塌下，導致4名觀眾受輕傷。黎明認為這個音樂會意義重大，可籌得港幣百多萬元善款，對於有人存疑，為何要為盧旺達兒童籌款，他認為做善事是不應有種族歧視，希望藉著這個音樂會宣揚戰爭帶來禍害的訊息。